# Покурлей
Покурле́й (рос. Покурлей) — присілок у складі Сарактаського району Оренбурзької області, Росія.

## Населення
Населення — 202 особи (2010; 237 у 2002).
Національний склад (станом на 2002 рік):
- росіяни — 84 %